# موتور جهانگیرپور آزاد ۱
موتور جهانگیرپور آزاد ۱ یک منطقهٔ مسکونی در ایران است که در دهستان جازموریان واقع شده‌است. موتور جهانگیرپور آزاد ۱ ۲۳ نفر جمعیت دارد.